# Демократическая партия «Саймниекс»
Демократическая партия «Са́ймниекс» (с латыш. — «Хозяин»), сокращённо ДПС — политическая партия в Латвии, образованная весной 1995 года в результате слияния Демократической партии и партии «Саймниекс».
Представляла космополитическое крыло латвийской элиты, связанное с бизнесом и производством, и пришла в политику на волне критики «Латвийского пути».

## История
Предшественники ДПС — Демократическая партия, которую 9 марта 1993 года создали Юрис Целминьш, Интс Цалитис и Янис Шкапарс, и партия «Саймниекс», представлявшая латвийскую постсоветскую индустрию и созданная 9 апреля 1994 года. Создатели «Саймниекса» — молодые предприниматели Василий Мельник и Эрик Кажа — выдвинули на пост председателя своего давнего товарища еще по комсомолу Зиедониса Чеверса. Он же затем возглавил правление объединенной партии.
Демократическая партия «Саймниекс» была представлена в 6-м Cейме, получив под руководством Зиедониса Чеверса первое место на выборах с 18 мандатами в парламенте. Председателями 6-го Сейма были представители ДПС — Илга Крейтусе и Альфред Чепанис. Руководитель партии Зиедонис Чеверс также претендовал на пост премьер-министра после победы на выборах в 6-й Сейм, однако его правительство не было утверждено. Тогда ДПС предложила беспартийного кандидата, бывшего заместителя председателя Госагропрома Латвийской ССР Андриса Шкеле, таким образом открыв ему путь в большую политику.
ДПС попала также в Рижскую думу на выборах в 1997 году. Партия приняла участие в двух первых правительствах Андриса Шкеле, а также в Кабинете министров Гунтара Краста. Вышла из правительственной коалиции в апреле 1998 года, обвинив премьера в том, что он не хочет налаживать отношения с Россией.
После неудачи на выборах в 7 сейм партия преобразована в Латвийскую Демократическую партию, которой возглавил Андрис Америкс. Эта партия прошла в Рижскую думу в 2001 году. Позже А. Америкс перешел в Латвийскую Первую партию, и в марте 2005 года ЛДП была ликвидирована.

## Влияние на приватизацию
В 1990-е годы партия критиковала Латвийское агентство приватизации за допущенные ошибки в продаже стратегических объектов — в частности, Латвийского морского пароходства и «Latvijas balzams».
Будучи министром приватизации, Эрик Кажа вёл переговоры с министром топлива и энергетики Российской Федерации Юрием Шафраником и президентом компании «Лукойл» Вагитом Алекперовым об участии российских инвесторов в приватизации экспортного нефтеперевалочного предприятия «Вентспилс Нафта», считая, что если его владельцами будут владельцы продукта, база будет успешно работать. Однако несмотря на то, что «Лукойл» был согласен на долю в 33 %, его привлечение не состоялось, так как тогдашний мэр Вентспилса Айварс Лембергс счёл, что «российской нефти хватит всем» и не следует допускать россиян к участию в управлении нефтебазой.